# Rio Mleczna

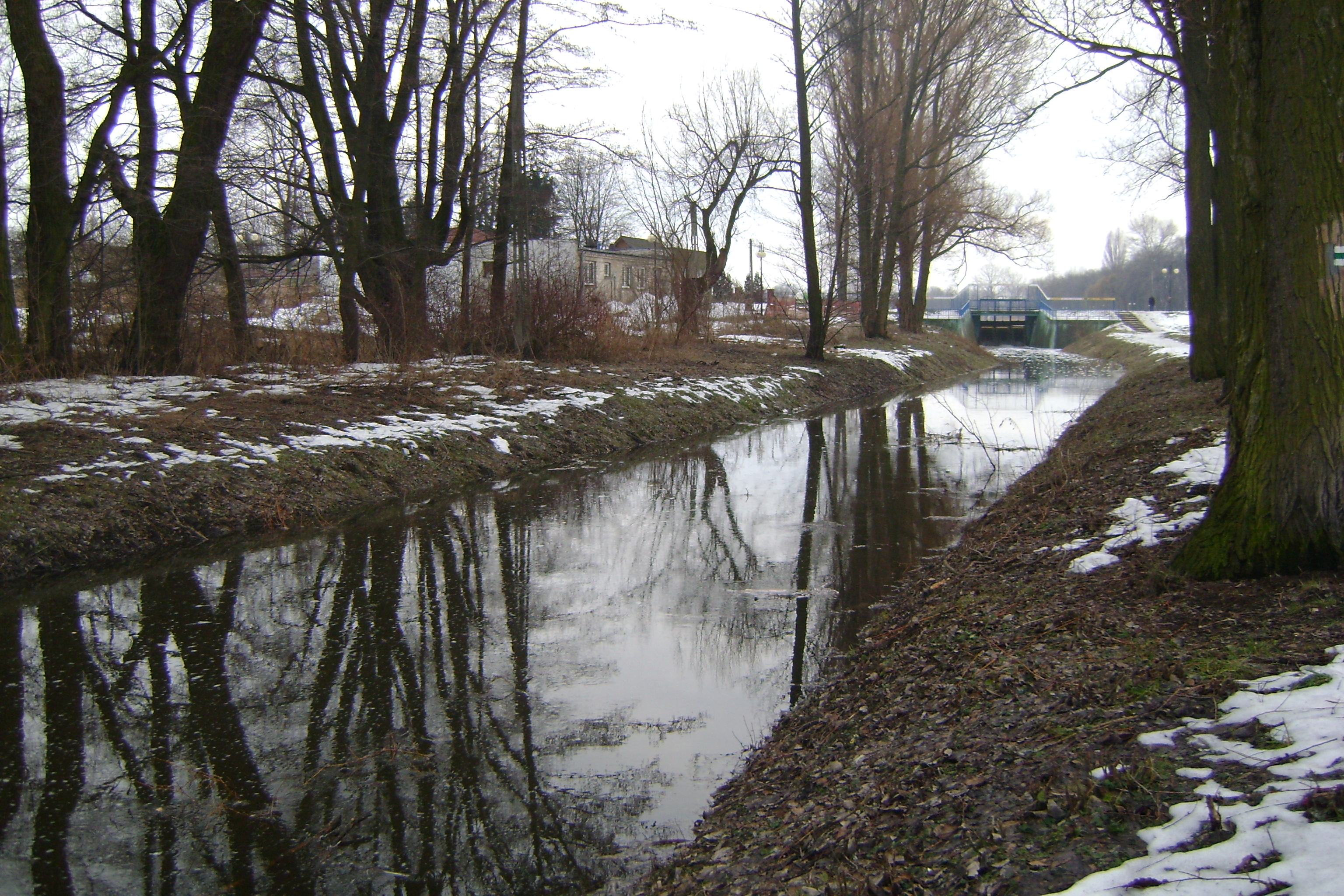

Mleczna é um rio no centro da Polónia, e é um tributário do rio Radomka. Tem um comprimento de 27,8 km e uma bacia de 300 km². O Mleczna nasce num monte perto de Kowala e desagua no rio Radomka perto de Lisów. Na última metade do século VIII, uma cidade medieval foi construída no vale do rio Mleczna, no coração da hoje Radom.
Tributários principais
- Pacynka
- Kosówka
- Potok Malczewski
- Potok Południowy
- Potok Północny